# Itoplectis medioflava
Itoplectis medioflava är en stekelart som först beskrevs av Morley 1914.  Itoplectis medioflava ingår i släktet Itoplectis och familjen brokparasitsteklar. Inga underarter finns listade i Catalogue of Life.